# Stjärntråding
Stjärntråding (Inocybe asterospora) är en svampart som beskrevs av Quél. 1879. Enligt Catalogue of Life ingår Stjärntråding i släktet Inocybe,  och familjen Inocybaceae, men enligt Dyntaxa är tillhörigheten istället släktet Inocybe,  och familjen Crepidotaceae. Arten är reproducerande i Sverige. Inga underarter finns listade i Catalogue of Life.

## Bildgalleri

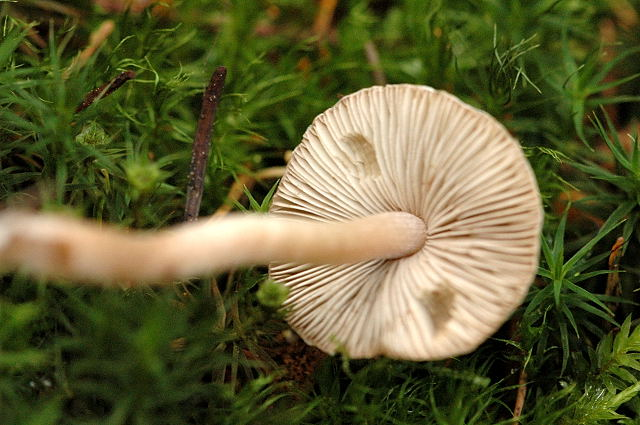